# 載人龍飛船飛行中斷測試
龍飛船2號飛行中斷測試（英文：Dragon 2 In-Flight Abort Test，官方稱為SpaceX飛行中斷測試和載人龍飛船發射逃生演示）是對Crew Dragon中止系統的測試。 該測試於2020年1月19日進行。該測試涉及在軌道下的軌道上從39A發射場發射獵鷹9號，然後在max-Q進行載人龍飛船的空中中止。 當太空艙成功逃脫時，助推器B1046被破壞。

## 背景
該測試被設想為在max-Q期間跨音速於對流層中的分離和中止情況，其中機體會承受最大的空氣動力壓力。 在故意關閉發動機後，Dragon 2將使用其SuperDraco中止發動機將自己推離獵鷹9號。 該飛行器將在大西洋上重新指向，開啟降落傘和軟著陸。 早些時候，該測試原定於無人軌道測試之前進行，但是，SpaceX和NASA認為，使用飛行中測試驗證結果比地面中止測試更為安全。該測試最初計劃使用SpaceX Demo-1的C201太空艙，但在2019年4月20日的靜態點火測試中，C201在爆炸中被摧毀。原先計劃用於進行Demo-2的C205太空艙被改用於飛行中止測試，而計劃中的C206則用於Demo-2。

## 發射
在實際中止測試之前，NASA和SpaceX對導致實際機組人員發射進行了全過程模擬，包括機組人員的整裝和前往發射台的過程。 在因低能見度延遲後，獵鷹9號在世界標準時間15:30起飛。 獵鷹9號穩定飛行直到分離，這時載人龍飛船分離了，助推器被摧毀。 載人龍飛船按照其軌道下的軌跡到達頂點，這時飛船拋棄無加壓貨艙。 然後使用Draco發動機對機體進行定向以使其下降。 所有主程序均已成功執行，包括分離，發動機點火，降落傘部署和著陸。 龍飛船2號在世界標準時間15:38:54在大西洋沿佛羅里達海岸附近濺落。